# Permanent Waves
Permanent Waves – siódmy album studyjny kanadyjskiej grupy Rush.

## Lista utworów
1. "The Spirit of Radio" – 4:57
2. "Freewill" – 5:23
3. "Jacob’s Ladder" – 7:28
4. "Entre Nous" – 4:37
5. "Different Strings" – 3:49
6. "Natural Science" – 9:16
  1. "Tide Pools"
  2. "Hyperspace"
  3. "Permanent Waves"